# Берне (кантон)
Берне (фр. Bernay) — кантон во Франции, находится в регионе Нормандия, департамент Эр. Входит в состав округа Берне.

## История
Кантон образован в результате реформы 2015 года  путём объединения кантонов Берне-Уэст, Берне-Эст и Бомениль.
1 января 2016 шестнадцать коммун:  Ажу, Бомениль, Боск-Рену-ан-Уш, Граншен, Гутьер, Жизе-ла-Кудр, Жонкре-де-Ливе, Ла-Барр-ан-Уш, Ла-Русьер, Ландеперёз, Сен-Пьер-дю-Мениль, Сент-Маргерит-ан-Уш, Сент-Обен-де-Э, Сент-Обен-ле-Гишар, Тевре и Эпине объединились в новую коммуну Мениль-ан-Уш.
1 января 2017 года коммуна Карзи вместе с тремя коммунами кантона Брионн вошла в новую коммуну коммуну Нассандр-сюр-Риль.
1 января 2019 года коммуны Сен-Клер-д'Арси, Сент-Обен-ле-Вертюэ и коммуна Сен-Кантен-де-Иль кантона Бретёй образовали новую коммуну Тре-Сен-ан-Уш.

## Состав кантона с 1 января 2019 года
В состав кантона входят коммуны (население по данным Национального института статистики за 2018 г.):
- Берне (9 951 чел.)
- Валай (381 чел.)
- Каорш-Сен-Никола (593 чел.)
- Корневиль-ла-Фукетьер (121 чел.)
- Курбепин (721 чел.)
- Ле-Нуае-ан-Уш (228 чел.)
- Малуи (161 чел.)
- Менваль (1 460 чел.)
- Мениль-ан-Уш (4 623 чел.)
- План (719 чел.)
- Пленвиль (200 чел.)
- Сен-Леже-де-Рот (455 чел.)
- Сен-Мартен-дю-Тийёль (242 чел.)
- Сен-Виктор-де-Кретьенвиль (451 чел.)
- Серкиньи (1 910 чел.)
- Тре-Сен-ан-Уш (1 416 чел.)
- Фонтен-л'Абе (538 чел.)

## Политика
На президентских выборах 2022 г. жители кантона отдали в 1-м туре Марин Ле Пен 31,6 % голосов против 28,3 % у Эмманюэля Макрона и 15,0 % у Жана-Люка Меланшона; во 2-м туре в кантоне победил Макрон, получивший 50,3 % голосов. (2017 год. 1 тур: Марин Ле Пен – 27,2 %, Франсуа Фийон – 22,3 %, Эмманюэль Макрон – 20,8 %, Жан-Люк Меланшон – 15,2 %; 2 тур: Макрон – 56,8 %. 2012 год. 1 тур: Николя Саркози — 29,1 %, Франсуа Олланд — 25,6 %, Марин Ле Пен — 20,6 %; 2 тур: Саркози — 51,9 %. 2007 г. 1 тур: Саркози — 29,0 %, Сеголен Руаяль — 21,8 %; 2 тур: Саркози — 55,3 %).
С 2021 года кантон в Совете департамента Эр представляют мэр города Берне Мари-Лин Ванье (Marie-Lyne Vagner) и член совета коммуны Тре-Сен-ан-Уш Николя Гравель (Nicolas Gravelle) (оба – Разные правые).
|                | Кандидаты                          | Партия                   | Первый тур | Первый тур     | Второй тур | Второй тур |
| Кол-во голосов | Кандидаты                          | Партия                   | % голосов  | Кол-во голосов | % голосов  |            |
| -------------- | ---------------------------------- | ------------------------ | ---------- | -------------- | ---------- | ---------- |
|                | Мари-Лин Ванье Николя Гравель      | Разные правые            | 1 787      | 29,22          | 3 197      | 54,91      |
|                | Эдит Бюффе-Ле Руа Фредерик Деламар | Левый блок               | 1 436      | 23,48          | 2 625      | 45,09      |
|                | Жозетта Мюсс Ульрих Шлюмберже      | Разные правые            | 1 332      | 21,78          |            |            |
|                | Иоланда Карпанье Тимоте Уссен      | Национальное объединение | 1 212      | 19,82          |            |            |
|                | Дорин Ле Пешёр Жан-Кристоф Тюрпен  | Непокорённая Франция     | 348        | 5,69           |            |            |

|                | Кандидаты                     | Партия                  | Первый тур | Первый тур     | Второй тур | Второй тур |
| Кол-во голосов | Кандидаты                     | Партия                  | % голосов  | Кол-во голосов | % голосов  |            |
| -------------- | ----------------------------- | ----------------------- | ---------- | -------------- | ---------- | ---------- |
|                | Жан-Юг Бонами Валери Бранло   | Правый блок             | 3 162      | 34,41          | 4 512      | 52,51      |
|                | Ингрид Варангль Лионель Прево | Левый блок              | 2 843      | 30,94          | 4 081      | 47,49      |
|                | Бенедикт Бадер Робер Дюваль   | Национальный фронт      | 2 269      | 24,70          |            |            |
|                | Эдит Буфе Фредерик Ламблен    | Европа Экология Зелёные | 489        | 5,32           |            |            |
|                | Мишель Гайар Патрисия Дидш    | Левый фронт             | 425        | 4,63           |            |            |